# Slaine
Джордж Кэрролл (англ. George Carroll), также известный как Slaine — американский рэпер и актёр.

## Биография
Родился в 1977 году в Бостоне, Массачусетс. Получил наибольшую известность во время работы с группами Special Teamz (куда входят Ed O.G., Jaysaun и DJ JayCeeOh), также с группой La Coka Nostra (Danny Boy, Everlast, Ill Bill, DJ Lethal, Big Left). Slaine записал два сольных микстейпа, и издавался в альбоме «Stereotypez», группы Special Teamz. Также участвовал в альбоме группы La Coka Nostra «A Brand You Can Trust», релиз которого состоялся в 2009 году.

## Дискография

### 2005
- «Main Event b/w Spit It Out» совместно с Special Teamz (2005, 12" Виниловый сингл)
- «The Mixtape» совместно с Special Teamz (2005, CD микстейп)
- «The White Man Is The Devil Vol. 1 (2005, CD микстейп вышел на Leedz Edutainment)
- „Rich Man, Poor Man“ (2006, 12» Виниловый сингл вышел на Commonwealth Records)

### 2006
- «The White Man Is The Devil Vol. 2: Citizen Caine» (2006, CD микстейп вышел на Leedz Edutainment)
- «A Boston State of Mind» (2006, CD компиляция вышла на Commonwealth Records)

### 2007
- «Mass Movementz Volume 2» (2007, CD микстейп вышел на Leedz Edutainment)
- «Stereotypez» with Special Teamz (2007, Альбом вышел на Duck Down Records)

### 2009
- «Mass Movementz Volume 3: The Album» (2009, Альбом вышел на Leedz Edutainment)
- «Coke» совместно с U-God (2009, Dopium)

### 2010
- «A World With No Skies» (2010, CD Сольный альбом)
- «Coke» совместно с U-God (2009, Dopium)
- «The Devil Never Dies Mixtape» (2010, микстейп)

### 2011
- «State of Grace (with Statik Selektah)» (2011, микстейп совместно с Statik Selektah)
- «A World With No Skies 2.0» (2011, CD Сольный альбом (переиздание))

### 2013
- «The Boston Project» (2013, сольный альбом, вышел на Suburban Noize Records)

### 2014
- «The King of Everything Else» (2014, сольный альбом, вышел на Suburban Noize Records)

### 2016
- "Slaine Is Dead" (2016,EP, AR Classic Records)

## Фильмография
В 2007 году Slaine дебютировал в фильме Бена Аффлека «Прощай, детка, прощай» в роли торговца наркотиками Бубба Роговски. Также к фильму он пишет саундтрек в виде следующих композиций: Nature of the Beast и Fallen Angels.
В 2008 году — съёмка в фильме The Crack Down в роли детектива Деланеза.
В 2010 году снова поработал с Беном Аффлеком — в фильме «Город воров» он сыграл бандита-грабителя по имени Альберт «Глонси» Маглоун.
В 2012 году снялся в фильме «Ограбление казино» в роли наемного убийцы.